# Rakowo-Most
Rakowo-Most – dawna osada, obecnie na terenie wsi Stare Rakowo, położona w Polsce w województwie podlaskim, w powiecie kolneńskim, w gminie Mały Płock.
Nazwa występująca w zestawieniu Powszechnego Spisu Ludności z 1921 roku, nazwa nie występuje w podziale gminy Mały Płock na gromady (obecne sołectwa) z 1933 r.
Był to młyn w pobliżu mostu na rzece Skroda. Na mapie z 1965 r. budynek jeszcze istnieje, na mapie z 1992 r. oznaczony jako ruina, na zdjęciach satelitarnych z około 2018 r. widoczny zarys ścian ruiny.

## Historia
W latach 1921–1939 ówczesna osada leżała w województwie białostockim, w powiecie kolneńskim (od 1932 w powiecie ostrołęckim), w gminie Mały Płock.
Według Powszechnego Spisu Ludności z 1921 roku zamieszkiwało tu 6 osób w 1 budynku mieszkalnym. Miejscowości należały do parafii rzymskokatolickiej w Małym Płocku. Podlegały pod Sąd Grodzki w Kolnie i Okręgowy w Łomży; właściwy urząd pocztowy mieścił się w m. Mały Płock.